# Peter Kopteff
Peter Kopteff (født 10. april 1979 i Helsinki, Finland) er en finsk tidligere fodboldspiller (kantspiller). Efter at have startet sin karriere i hjemlandet, hvor han vandt det finske mesterskab med HJK Helsinki, blev han udlandsprofessionel i Norge, og spillede sidenhen også i både England og Holland.
Kopteff nåede desuden 39 kampe og én scoring for det finske landshold. Han debuterede for holdet i en venskabskamp mod Bahrain i januar 2002, og scorede sit enlige landsholdsmål i et opgør mod Kina i 2004.

## Titler
Veikkausliiga
- 1997 med HJK Helsinki

Finsk pokal
- 1998 og 2000 med HJK Helsinki

Norsk pokal
- 2009 med Aalesund